# Julia Kijowska
Julia Kijowska (nacida el 16 de marzo de 1981) es una actriz polaca. Sus películas notables incluyen In Darkness (2011), Pod Mocnym Aniołem (2014) y Estados Unidos del Amor (2016). La hija del director Janusz Kijowski, estudió actuación en la Academia Nacional de Arte Dramático Aleksander Zelwerowicz en Varsovia y comenzó su carrera en producciones teatrales.

## Vida y carrera
Julia Kijowska nació en marzo de 1981 en Varsovia. Hija del director polaco Janusz Kijowski, completó su formación como actriz en 2005 en la Academia Nacional de Arte Dramático Aleksander Zelwerowicz y comenzó a actuar en producciones teatrales. De 2006 a 2012 estuvo afiliada al Dramatic Theatre de Warsaw y desde 2013 con Teatr Ateneum. A partir de 2008 apareció en producciones cinematográficas polacas, debutando en un largometraje con papeles en 0_1_0 y Boisko bezdomnych. Sus películas notables incluyen In Darkness (2011), Pod Mocnym Aniołem (2014) y Estados Unidos del Amor (2016).

## Premios
En 2007, Julia Kijowska recibió el premio "Feliks Warszawski" en la categoría: mejor papel protagonista femenino por el papel de Una en la obra "Blackbird". El trabajo de Kijowska ha sido reconocido con varios premios, incluido el premio al Mejor Actor en el Festival Internacional de Cine de Salónica de 2012 por su papel en Miłość y los Premios Especiales de 2014 del Ministerio de Cultura y Patrimonio Nacional de Polonia. En 2018 recibió un reconocimiento especial del jurado del Premio Zbigniew Cybulski.

## Filmografía

### Cine[1]
| Año  | Título                   | Papel             | Notas                                |
| ---- | ------------------------ | ----------------- | ------------------------------------ |
| 2008 | 0_1_0                    | Julia             |                                      |
| 2008 | Boisko Bezdomnych        | Kaska             |                                      |
| 2010 | Wenecja                  | Klaudyna          |                                      |
| 2010 | Lincz                    | Investigadora     |                                      |
| 2008 | Jutro mnie tu nie będzie | Marta Sobzcak     |                                      |
| 2011 | In Darkness              | Chaja             | En polaco: W ciemności               |
| 2012 | Miłość                   | Maria Niedzielska |                                      |
| 2013 | Gry                      | Ewa               |                                      |
| 2013 | Drogówka                 | Maria Madecka     |                                      |
| 2014 | Serce Serduszko          | Kordula           |                                      |
| 2014 | Pod Mocnym Aniołem       | Ona               |                                      |
| 2014 | Matka                    | Anna              |                                      |
| 2015 | Czerwony pająk           | Danka             |                                      |
| 2016 | Estados Unidos del Amor  | Agata             | En polaco: Zjednoczone Stany Miłości |
| 2016 | Sługi boże               | Ana Wittesch      |                                      |
| 2016 | Jordgubbslandet          | Agnieszka         |                                      |
| 2016 | Via Carpatia             | Julia             |                                      |
| 2018 | Nina                     | Nina              |                                      |
| 2019 | Żelazny Most             | Magda             |                                      |
| 2020 | Fisheye                  | Anna Waterman     |                                      |